# Lois Moran
Lois Moran (Pittsburgh, 1 maart 1909 - Sedona, 13 juli 1990) was een Amerikaanse actrice.

## Biografie
Moran maakte haar filmdebuut op 15-jarige leeftijd in een Franse film. Samen met haar moeder woonde ze tussen 1921 en 1925 in Parijs. Een eerste grote rol in de Verenigde Staten volgde in 1926 naast Lon Chaney in The Road to Mandalay. Een andere grote rol speelde ze in Mammy in 1930 naast Al Jolson. In 1935 huwde ze en stopte met acteren. In 1954 maakte ze een korte comeback in de televisieserie Waterfront.
Moran overleed in 1990 op 81-jarige leeftijd.

## Filmografie (selectie)
- The Road to Mandalay (1926)
- The Music Master (1927)
- Mammy (1930)